# Бзикеби (группа)
Бзикеби (груз. ბზიკები - осы) — грузинская детская группа, победители конкурса песни «Детское Евровидение — 2008».

## Стиль
Группа спела песню «бзз…» на пчелином языке. К каждому грузинскому слову добавлялся звук «бзз», имитирующий жужжание ос. Сам стиль в себе содержит народную музыку, техно и поп.